# コオニクイナ
コオニクイナ(小鬼水鶏、学名：Rallus limicola) は、ツル目クイナ科に分類される鳥類の一種である。

## 分布
カナダ南部からメキシコまでの北アメリカと、コロンビアからチリ、アルゼンチンまでの南アメリカに分布する。北アメリカの北部、中部で繁殖した個体は、冬期カリフォルニア半島やメキシコ湾岸に渡り越冬する。

## 形態
体長20-26cm。体の上面は濃い赤茶がかった褐色で、羽縁は茶褐色である。顔は濃い灰色で、嘴の基部かた眼の上にかけて淡い褐色の斑が入る。喉から腹部の上部にかけては赤褐色、腹部の下部から下尾筒にかけては黒色に白色の横縞が入る。虹彩は赤色、嘴はやや明るい赤色で先端が暗い灰色、脚は暗い赤褐色である。

## 生態
海岸のマングローブ湿地や内陸部の湿地、アシ原に生息する。繁殖期には番いで縄張りを形成する。
軟体動物、昆虫類、小型の爬虫類や魚類を捕食する。
北アメリカにおける繁殖期は5-7月で、草の茂みの中に枯れ草などを使って造巣する。1腹6-13個の卵を産み、抱卵日数は18-20日である。雌雄協同で抱卵する。